# Eskilstuna Fors distrikt
Eskilstuna Fors distrikt är ett distrikt i Eskilstuna kommun och Södermanlands län. 
Distriktet ligger i västra delen av tätorten Eskilstuna. 

## Tidigare administrativ tillhörighet
Distriktet inrättades 2016 och utgörs av ett område i västra delen av det område som före 1971 utgjorde Eskilstuna stad, där 1907 Fors socken inkorporerats.
Området motsvarar den omfattning Eskilstuna Fors församling hade 1999/2000 och fick 1931 när Fors församling gick samman med en del av Eskilstuna stadsförsamling.